# 1998-as OFC-nemzetek kupája
Az 1998-as OFC-nemzetek kupája volt a negyedik kontinentális labdarúgótorna az OFC-nemzetek kupája történetében. A zárókört 6 válogatottal rendezték Ausztráliában 1998. szeptember 25. és október 6. között. A kupát Új-Zéland válogatottja nyerte meg, miután a döntőben 1-0-ra legyőzte Ausztráliát.

## Melanézia-kupa
| Csapat           | J | Gy | D | V | Rg | Kg | Gk | P  |
| ---------------- | - | -- | - | - | -- | -- | -- | -- |
| Fidzsi-szigetek  | 4 | 3  | 1 | 0 | 8  | 2  | +6 | 10 |
| Vanuatu          | 4 | 2  | 1 | 1 | 8  | 6  | +2 | 7  |
| Salamon-szigetek | 4 | 2  | 1 | 1 | 8  | 7  | +1 | 7  |
| Pápua Új-Guinea  | 4 | 1  | 1 | 2 | 3  | 6  | -3 | 4  |
| Új-Kaledónia     | 4 | 0  | 0 | 4 | 4  | 10 | -6 | 0  |

| 1998. szeptember 5. |

| Fidzsi-szigetek | 3–0 | Új-Kaledónia |
| --------------- | --- | ------------ |
|                 |     |              |

| Santo, Vanuatu |

| 1998. szeptember 5. |

| Pápua Új-Guinea | 1–3 | Salamon-szigetek |
| --------------- | --- | ---------------- |
|                 |     |                  |

| Santo, Vanuatu |

| 1998. szeptember 7. |

| Fidzsi-szigetek | 2–1 | Vanuatu |
| --------------- | --- | ------- |
|                 |     |         |

| Santo, Vanuatu |

| 1998. szeptember 7. |

| Pápua Új-Guinea | 1–0 | Új-Kaledónia |
| --------------- | --- | ------------ |
|                 |     |              |

| Santo, Vanuatu |

| 1998. szeptember 8. |

| Vanuatu | 1–1 | Pápua Új-Guinea |
| ------- | --- | --------------- |
|         |     |                 |

| Santo, Vanuatu |

| 1998. szeptember 8. |

| Salamon-szigetek | 3–2 | Új-Kaledónia |
| ---------------- | --- | ------------ |
|                  |     |              |

| Santo, Vanuatu |

| 1998. szeptember 10. |

| Vanuatu | 3–1 | Salamon-szigetek |
| ------- | --- | ---------------- |
|         |     |                  |

| Santo, Vanuatu |

| 1998. szeptember 10. |

| Fidzsi-szigetek | 2–0 | Pápua Új-Guinea |
| --------------- | --- | --------------- |
|                 |     |                 |

| Santo, Vanuatu |

| 1998. szeptember 12. |

| Új-Kaledónia | 2–3 | Vanuatu |
| ------------ | --- | ------- |
|              |     |         |

| Santo, Vanuatu |

| 1998. szeptember 12. |

| Fidzsi-szigetek | 1–1 | Salamon-szigetek |
| --------------- | --- | ---------------- |
|                 |     |                  |

| Santo, Vanuatu |

Fiji és Vanuatu jutott ki az 1998-as OFC-nemzetek kupájára.

## Polinézia-kupa
| Csapat          | J | Gy | D | V | Rg | Kg | Gk  | P  |
| --------------- | - | -- | - | - | -- | -- | --- | -- |
| Tahiti          | 4 | 4  | 0 | 0 | 27 | 1  | +26 | 12 |
| Cook-szigetek   | 4 | 2  | 1 | 1 | 8  | 11 | -3  | 7  |
| Szamoa          | 4 | 2  | 0 | 2 | 8  | 7  | –1  | 6  |
| Tonga           | 4 | 1  | 1 | 2 | 5  | 9  | -4  | 4  |
| Amerikai Szamoa | 4 | 0  | 0 | 4 | 3  | 23 | -20 | 0  |

| 1998. szeptember 2. |

| Cook-szigetek | 2–1 | Szamoa |
| ------------- | --- | ------ |
|               |     |        |

| Cook-szigetek |

| 1998. szeptember 2. |

| Tonga | 3–0 | Amerikai Szamoa |
| ----- | --- | --------------- |
|       |     |                 |

| Cook-szigetek |

| 1998. szeptember 3. |

| Tahiti | 5–0 | Tonga |
| ------ | --- | ----- |
|        |     |       |

| Cook-szigetek |

| 1998. szeptember 3. |

| Cook-szigetek | 4–3 | Amerikai Szamoa |
| ------------- | --- | --------------- |
|               |     |                 |

| Cook-szigetek |

| 1998. szeptember 5. |

| Tahiti | 5–1 | Szamoa |
| ------ | --- | ------ |
|        |     |        |

| Cook-szigetek |

| 1998. szeptember 5. |

| Cook-szigetek | 2–2 | Tonga |
| ------------- | --- | ----- |
|               |     |       |

| Cook-szigetek |

| 1998. szeptember 7. |

| Szamoa | 2–0 | Tonga |
| ------ | --- | ----- |
|        |     |       |

| Cook-szigetek |

| 1998. szeptember 7. |

| Tahiti | 12–0 | Amerikai Szamoa |
| ------ | ---- | --------------- |
|        |      |                 |

| Cook-szigetek |

| 1998. szeptember 8. |

| Szamoa | 4–0 | Amerikai Szamoa |
| ------ | --- | --------------- |
|        |     |                 |

| Cook-szigetek |

| 1998. szeptember 5. |

| Cook-szigetek | 0–5 | Tahiti |
| ------------- | --- | ------ |
|               |     |        |

| Cook-szigetek |

Tahiti és a Cook-szigetek jutott ki az 1998-as OFC-nemzetek kupájára.

## Zárókör

### A Csoport
| Csapat    | J | Gy | D | V | Rg | Kg | Gk  | P |
| --------- | - | -- | - | - | -- | -- | --- | - |
| Új-Zéland | 2 | 2  | 0 | 0 | 9  | 1  | +8  | 6 |
| Tahiti    | 2 | 1  | 0 | 1 | 5  | 2  | +3  | 3 |
| Vanuatu   | 2 | 0  | 0 | 2 | 2  | 13 | –11 | 0 |

| 1998. szeptember 25. |

| Új-Zéland         | 1–0 | Tahiti |
| ----------------- | --- | ------ |
| Paama 13' (öngól) |     |        |

| Suncorp Stadion, Brisbane Nézőszám: 900 Játékvezető: Simon Micallef (ausztrál) |

| 1998. szeptember 28. |

| Új-Zéland                                                 | 8–1 | Vanuatu          |
| --------------------------------------------------------- | --- | ---------------- |
| Christie 1' Coveny 11' 25' 39' 40' Ryan 34' 65' Bunce 65' |     | Roronamahava 45' |

| Suncorp Stadion, Brisbane Nézőszám: 500 |

| 1998. szeptember 30. |

| Tahiti                                    | 5–1 | Vanuatu   |
| ----------------------------------------- | --- | --------- |
| Quennet 9' 10' 74' Zaveroni 54' Amaru 75' |     | Rarai 82' |

| Suncorp Stadion, Brisbane Nézőszám: 400 Játékvezető: Simon Micallef (ausztrál) |

### B Csoport
| Csapat          | J | Gy | D | V | Rg | Kg | Gk  | P |
| --------------- | - | -- | - | - | -- | -- | --- | - |
| Ausztrália      | 2 | 2  | 0 | 0 | 19 | 1  | +18 | 6 |
| Fidzsi-szigetek | 2 | 1  | 0 | 1 | 4  | 3  | +1  | 3 |
| Cook-szigetek   | 2 | 0  | 0 | 2 | 0  | 19 | –19 | 0 |

| 1998. szeptember 25. |

| Ausztrália      | 3–1 | Fidzsi-szigetek |
| --------------- | --- | --------------- |
| Mori 2' 25' 44' |     | Masinisau 62'   |

| Suncorp Stadion, Brisbane Nézőszám: 900 Játékvezető: Bruce Grimshaw (Új-zélandi) |

| 1998. szeptember 28. |

| Ausztrália | 16–0 | Cook-szigetek |
| --- | ---- | ------------- |
| Trimboli 1' 12' 63'' Mori 8' 15' 30' 34' Maloney 17' 89' Ceccoli 42' Trajanovski 48' 68' 76' (11-esből) 88' Chipperfield 66' Halpin 80' |      |               |

| Suncorp Stadion, Brisbane Nézőszám: 600 Játékvezető: Massimo Raveino (tahiti) |

| 1998. szeptember 30. |

| Fidzsi-szigetek                                | 3–0 | Cook-szigetek |
| ---------------------------------------------- | --- | ------------- |
| Dickinson 18' (öngól) Kilalwaca 54' Nasema 85' |     |               |

| Suncorp Stadion, Brisbane Nézőszám: 500 Játékvezető: Bruce Grimshaw (Új-zélandi) |

## Egyenes kieséses szakasz
|  |                       |                 |            |                       |   |           |           |       |
|  | Elődöntők             | Elődöntők       | Elődöntők  |                       |   | Döntő     | Döntő     | Döntő |
|  | Elődöntők             | Elődöntők       | Elődöntők  |                       |   | Döntő     | Döntő     | Döntő |
|  | október 2. - Brisbane |                 |            |                       |   |           |           |       |
|  |                       |                 |            |                       |   |           |           |       |
|  | Új-Zéland             | Új-Zéland       | 1          |                       |   |           |           |       |
|  | Új-Zéland             | Új-Zéland       | 1          | október 4. - Brisbane |   |           |           |       |
|  | Fidzsi-szigetek       | Fidzsi-szigetek | 0          |                       |   |           |           |       |
|  | Fidzsi-szigetek       | Fidzsi-szigetek | 0          |                       |   | Új-Zéland | Új-Zéland | 1     |
|  | október 2. - Brisbane |                 |            |                       |   | Új-Zéland | Új-Zéland | 1     |
|  |                       |                 | Ausztrália | Ausztrália            | 0 |           |           |       |
|  | Ausztrália            | Ausztrália      | Ausztrália | Ausztrália            | 0 | 4         |           |       |
|  | Ausztrália            | Ausztrália      |            |                       |   |           |           |       |
|  | Tahiti                | Tahiti          | 1          |                       |   |           |           |       |
|  | Tahiti                | Tahiti          | 1          | Bronzmérkőzés         |   |           |           |       |
|  |                       |                 |            |                       |   |           |           |       |
|  | október 4. - Brisbane |                 |            |                       |   |           |           |       |
|  |                       |                 |            |                       |   |           |           |       |
|  | Fidzsi-szigetek       | Fidzsi-szigetek | 4          |                       |   |           |           |       |
|  | Fidzsi-szigetek       | Fidzsi-szigetek | 4          |                       |   |           |           |       |
|  | Tahiti                | Tahiti          | 2          |                       |   |           |           |       |
|  | Tahiti                | Tahiti          | 2          |                       |   |           |           |       |

### Elődöntők
| 1998. október 2. |

| Új-Zéland | 1–0   | Fidzsi-szigetek |
| --------- | ----- | --------------- |
| Hay 88'   | (0–0) |                 |

| Suncorp Stadion, Brisbane Nézőszám: 1200 Játékvezető: Massimo Raveino (tahiti) |

| 1998. október 2. |

| Ausztrália                | 4–1   | Tahiti      |
| ------------------------- | ----- | ----------- |
| Mori 1' 32' 81' Veart 86' | (2–0) | Labaste 55' |

| Suncorp Stadion, Brisbane Nézőszám: 1200 Játékvezető: Intaz Shah (Fidzsi-szigeteki) |

### Harmadik helyért
| 1998. október 4. |

| Fidzsi-szigetek                    | 4–2   | Tahiti           |
| ---------------------------------- | ----- | ---------------- |
| Masi 26' 31' Lal 28'' Seruvatu 43' | (4–0) | Rousseau 81' 82' |

| Suncorp Stadion, Brisbane Nézőszám: 2000 Játékvezető: Simon Micallef (Ausztrál) |

### Döntő
| 1998. október 4. |

| Új-Zéland  | 1–0   | Ausztrália |
| ---------- | ----- | ---------- |
| Burton 24' | (1–0) |            |

| Suncorp Stadion, Brisbane Nézőszám: 12 000 Játékvezető: Massimo Raveino (Tahiti) |

| Az 1998-as OFC-nemzetek-kupája győztese |
| --------------------------------------- |
| ÚJ-ZÉLAND 2. cím                        |